# 牟善韬
牟善韬（1990年3月1日—），出生於遼寧大连，中国足球运动员，场上司职前锋，效力中国足球协会甲级联赛的南京城市足球俱乐部。

## 俱乐部生涯
牟善韬于2010年被提拔到南京有有一线队，从此开始职业足球生涯。2011年7月，他签约中国足球协会乙级联赛球队抚顺新野。2012年3月，转会乙级队贵州智诚，助球队赢得2012年中国足球乙级联赛冠军。 2014年3月，转会中甲球队深圳市足球俱乐部。
2016年2月26日，牟善韬转会到中国足球协会超级联赛球队河南建业。3月13日，他在对重庆力帆的第二场比赛中上演中超首秀。

### 争议
根据网上流传的一份来自辽宁省朝阳市龙城区人民法院的刑事判决书，2018年7月14日中甲武汉卓尔对阵内蒙古中优赛前，武汉队通过陈俊吉联系前八一队员左禄博拉拢牟善韬帮助武汉获胜，承诺事后给好处费30万元。牟善韬并未出场，但向左禄博透露了本场比赛中优队的阵容安排。内蒙古中优最终0-5落败。
2021年7月23日，中甲四川九牛对南京城市赛前，左禄博为了赌球获利，指使牟善韬运作本场由四川九牛取胜，下次对战时南京城市取胜。牟善韬事后供述，他自认没有能力实现，又不想对左禄博明说丢面子，于是对队友储今朝、韩旭谎称俱乐部总经理和其他队友同意让球，并承诺给两人好处费，于是两人同意。左禄博为本场比赛投注30万元。当日，牟善韬、储今朝、韩旭踢假球，南京城市0-2不敌。赛后，左禄博非法获利29.1万元，给了牟善韬19.4万元。四川九牛球员耿晓顺参与本场比赛。
2021年12月21日，中甲淄博蹴鞠对南京城市赛前，左禄博指使牟善韬联系队友黄鹏、蒋世超、李锐踢假球，并约定由三人摘除手腕绷带暗示牟善韬传递球队下半场战术信息，三人同意。左禄博指使牟善韬为本场比赛投注9万元。比赛当日，黄鹏等三人踢假球，南京城市1-2不敌。赛后，左禄博非法获利5.76万，给牟善韬2.76万。
2022年6月22日，中甲南京城市对昆山赛前，左禄博指使牟善韬联系队友踢假球。牟善韬联系韩旭、储今朝、黄鹏、蒋世超、李锐、孙凝喆、朱佳毅，众人均同意。牟善韬还联系昆山队姜文骏打探球队内幕消息并安排其帮助传递盘口信息。左禄博为本场比赛投注50万。比赛当日，韩旭等七人踢假球，南京1-3不敌。赛后左禄博非法获利50万，给牟善韬40万。
2022年7月1日，中甲昆山对南京赛前，左禄博指使牟善韬联系队友踢假球。牟善韬联系储今朝、黄鹏、蒋世超、孙凝喆、李锐、韩旭，众人同意。左禄博为本场比赛投注50万。比赛当日，蒋世超、黄鹏、储今朝、孙凝喆踢假球，李锐、韩旭没上场。最终南京1-3不敌，左禄博非法获利12.5万，给牟善韬8.75万。
2022年8月13日，中甲南京城市对四川九牛赛前，左禄博指使牟善韬联系队友踢假球。牟善韬联系孙凝喆、黄鹏、储今朝、蒋世超、朱佳毅、李锐、韩旭，众人同意。左禄博为本场比赛投注16万。比赛当天，韩旭没上场，其他人都踢假球（判决书如此，其实李锐、朱佳毅也没上场，见下文李锐自辩）。最终，南京1-2不敌，左禄博非法获利8万，给牟善韬6.5万。
2022年9月16日，中甲沈阳城市对南京城市赛前，左禄博指使牟善韬联系队友踢假球。牟善韬联系储今朝、孙凝喆、黄鹏、蒋世超、朱佳毅、李锐，众人同意。左禄博为本场比赛投注20万。比赛当天，蒋世超、孙凝喆没上场，其他人都踢假球。最终，南京城市1-1战平沈阳城市，左禄博非法获利11.86万，给牟善韬4.86万。
牟善韬也将自己得到的好处费分给其他参与的球员。
2022年10月24日，中超深圳对河北赛前，左禄博与赌博“上线”朱宏兴共商拉拢球员踢假球，以便二人在赌博平台上投注小球盘口获利。左禄博指使牟善韬联系深圳队后卫杨博宇操纵比赛，杨博宇同意。朱宏兴为本场比赛投注15万元。杨博宇踢假球，最终深圳2-1战胜河北。赛后，朱宏兴非法获利6.15万，给牟善韬2.05万，给杨博宇2.05万。
2023年10月15日，媒体人冉雄飞发微博称牟善涛（原文如此）、韩旭、储今朝数月前已经因为参与赌球、打假球、涉嫌操控职业比赛牟取不当利益入狱，近期已被判刑两到三年不等，且确认牟善涛已被判刑。
韩旭、储今朝、黄鹏、蒋世超、李锐、孙凝喆、朱佳毅、耿晓顺均在2024年9月10日被中国足协终身禁止参加足球活动之列，但牟善韬、杨博宇不在处罚名单。
被处罚后，李锐辩称2022年与昆山的2回合及与四川九牛的3场比赛后，曾在6月25日、7月4日、8月15日先后收到牟善韬转来的共计36800元，他仅在对昆山的首回合比赛中第83分钟替补登场，当时比分已经是1-3且最终未改，另2场未上场，称牟善韬诈称是俱乐部老总授意的奖金，才收的，后来了解到不是奖金，又转回给了牟善韬。但这三场比赛南京队都输了，南京队没有发奖金的理由。李锐称自己是因为不愿配合踢假球才导致这三场比赛或替补出场或没有上场，又称2023年3月17日，左禄博、牟善韬等人因为牟取境外赌球非法利益向非国家人员行贿罪被辽宁省朝阳公安局逮捕，牟善韬向公安机关供出李锐等参与假球。

## 职业统计
统计精确到2020年12月31日的比赛。
| 俱乐部           | 赛季     | 联赛                   | 联赛 | 联赛 | 国家杯 | 国家杯 | 联赛杯 | 联赛杯 | 洲际赛事 | 洲际赛事 | 总计 | 总计 |
| 俱乐部           | 赛季     | 级别                   | 出场 | 进球 | 出场   | 进球   | 出场   | 进球   | 出场     | 进球     | 出场 | 进球 |
| ---------------- | -------- | ---------------------- | ---- | ---- | ------ | ------ | ------ | ------ | -------- | -------- | ---- | ---- |
| 南京有有         | 2010     | 中甲联赛               | 12   | 1    | -      | -      | -      | -      | -        | -        | 12   | 1    |
| 抚顺新野         | 2011     | 中乙联赛               | 7    | 0    | -      | -      | -      | -      | -        | -        | 7    | 0    |
| 贵州智诚         | 2012     | 中乙联赛               | 17   | 0    | 2      | 0      | -      | -      | -        | -        | 19   | 0    |
| 贵州智诚         | 2013     | 中甲联赛               | 9    | 0    | 1      | 0      | -      | -      | -        | -        | 10   | 0    |
| 贵州智诚         | 总计     | 总计                   | 26   | 0    | 3      | 0      | 0      | 0      | 0        | 0        | 29   | 0    |
| 深圳市足球俱乐部 | 2014     | 中甲联赛               | 20   | 0    | 2      | 0      | -      | -      | -        | -        | 22   | 0    |
| 深圳市足球俱乐部 | 2015     | 中甲联赛               | 12   | 0    | 1      | 0      | -      | -      | -        | -        | 13   | 0    |
| 深圳市足球俱乐部 | 总计     | 总计                   | 32   | 0    | 3      | 0      | 0      | 0      | 0        | 0        | 35   | 0    |
| 河南建业         | 2016     | 中超联赛               | 5    | 0    | 0      | 0      | -      | -      | -        | -        | 5    | 0    |
| 内蒙古中优       | 2017     | 中甲联赛               | 15   | 1    | 1      | 0      | -      | -      | -        | -        | 16   | 1    |
| 内蒙古中优       | 2018     | 中甲联赛               | 7    | 0    | 0      | 0      | -      | -      | -        | -        | 7    | 0    |
| 内蒙古中优       | 2019     | 中甲联赛               | 3    | 0    | 1      | 0      | -      | -      | -        | -        | 4    | 0    |
| 内蒙古中优       | 总计     | 总计                   | 25   | 1    | 2      | 0      | 0      | 0      | 0        | 0        | 27   | 1    |
| 比利亚罗夫莱多   | 2019–20  | 西班牙皇家足協乙組聯賽 | 3    | 0    | 0      | 0      | -      | -      | -        | -        | 5    | 0    |
| 职业总计         | 职业总计 | 职业总计               | 110  | 2    | 8      | 0      | 0      | 0      | 0        | 0        | 118  | 2    |

## 荣誉

### 俱乐部
贵州恒丰
- 中国足球乙级联赛：2012[2]